# Polykaon (Sohn des Lelex)
Polykaon (altgriechisch Πολυκάων Polykáōn) ist in der griechischen Mythologie der erste König von Messene.
Polykaon ist der Sohn des Lelex, des Königs von Sparta, und der Peridea sowie der jüngere Bruder des Myles, dem das väterliche Reich zufällt. Messene, eine Tochter des Königs Triopas von Argos, ist Polykaons Gattin. Sie hegt Enttäuschung darüber, dass sie trotz ihres Status als Prinzessin mit einem Mann ohne Thronanspruch verheiratet wurde, und veranlasst daher Polykaon, in Argos und Sparta eine Gefolgschaft zu sammeln und sich ein eigenes Königreich zu suchen. Sie ziehen in das Land, das nach Polykaons Gemahlin den Namen Messenien erhält. Dort gründen sie mehrere Städte, darunter Andania, das die Residenzstadt des Königspaares wird.